# Siphonodon australis
Siphonodon australis är en benvedsväxtart som beskrevs av George Bentham. Siphonodon australis ingår i släktet Siphonodon och familjen Celastraceae. Inga underarter finns listade.